# Филарет (Скрибан)
Архимандри́т Филаре́т (в миру Василе Скрибан, рум. Vasile Scriban; 1811, Бурдучэни, Сучава — 23 марта 1873, Яссы) — румынский церковный писатель, брат епископа Неофита (Скрибана).

## Биография
Среднее образование получил в гимназии базилианцев, в 1835—1837 годах учился в Микаэлянской академии, где после окончания преподавал риторику, поэзию, мифологию. В 1839 году был отправлен изучать богословие в Россию, в Киевскую духовную академию, став в 1841 году первым румыном, получившим в ней степень магистра богословия; в период жизни в России занимался активным изучением источников по истории румынской церкви, доступным в киевских библиотеках. После возвращения с 1842 по 1860 год преподавал в семинарии в Соколе, в том числе избирался ректором этого учреждения, параллельно с 1843 по 1862 год будучи архимандритом в местном монастыре. С 1860 по 1863 год преподавал на богословском факультете в Яссах. В 1852 году стал архиереем Ставрополеоса.
Находился в сношениях с московским митрополитом Филаретом и в переписке с русским мистиком А. С. Стурдзой, помогал своему брату Неофиту Скрибану в политической борьбе 1865 года. Из многочисленных работ Скрибана (по филологии, литературе, церковному праву) особенно известна краткая «Istoria bisericei române» (Яссы, 1871) и пространная «История румынской церкви» в 6 томах (в рукописи). В период работы в Микаэлянской академии написал учебные сочинения по риторике, французскому языку, географии румынских земель. Занимался также переводами греческих и римских античных классиков и переводами с французского языка.